# Hernán Darío Velásquez
Hernán Darío Velásquez Saldarriaga (Remedios (Antioquia), 10 de enero de 1963 - Elorza (Venezuela), 5 de diciembre de 2021), alias El Paisa, Oscar Montero o El Paisa Montero, fue un disidente guerrillero colombiano, perteneciente a la disidencia de las FARC-EP Segunda Marquetalia. Fue jefe de la Columna Móvil Teófilo Forero de las FARC-EP; la unidad más violenta y radical de la otrora guerrilla. La variedad de crímenes que se le atribuyen lo convirtieron, en su momento, en el guerrillero más peligroso y temido de Colombia.
El 29 de agosto de 2019 apareció en un vídeo, junto a alias Iván Márquez, Jesús Santrich y Romaña, entre otros, anunciando el regreso a la lucha armada y denunciando el incumplimiento de los acuerdos de paz por parte del gobierno colombiano después de la firma de los acuerdos de paz el 1 de diciembre de 2016.
El alias El Paisa fue usado también por Aicardo de Jesús Agudelo comandante del Frente 34 de las FARC-EP.

## Biografía
Nació en Remedios (Antioquia) en 1963 y creció en Medellín. A los 14 años, viajó a Santa Marta con el propósito de ser marinero y conocer los mares del mundo en un barco. Se ganaba la vida de mesero en bares y cargando buques con mercancía. A los 17 años, ingresa el Frente 1 de las FARC-EP en Guaviare. En 1989, fue capturado por las autoridades colombianas durante la Operación Jamaica con 1000 fusiles y 250 morteros de una red de tráfico de armas que manejaba. En la Cárcel La Modelo de Bogotá, conoció a un hombre que resultó ser uno de los cuñados de Pablo Escobar. Surgió la versión, no confirmada, de que El paisa había sido un gatillero de confianza de Pablo Escobar.

### Militancia en las FARC-EP
Quedó en libertad en 1989, y se internó de nuevo en la selva. Ingresa de nuevo a la guerrilla de las FARC-EP y rápidamente escala posiciones dentro de la organización. Velásquez adoptó el alias de "Oscar Montero" y "El Paisa Oscar" tras ganarse la confianza del jefe militar de las FARC-EP, Jorge Briceño Mono Jojoy (responsable del Bloque Oriental de las FARC-EP) llega a ser jefe de la Columna Móvil Teófilo Forero en 1993.

#### Jefe de la Columna Móvil Teófilo Forero
Esta organización fue conformada inicialmente como una unidad elite para salvaguardar al  Secretariado de las FARC-EP y que respondía formalmente al Bloque Sur de las FARC-EP. Velásquez fue el encargado de resguardar la región de San Vicente del Caguán y los Llanos del Yarí. Velásquez organizó y realizó secuestros extorsivos y políticos, además de controlar el narcotráfico,  y crear una red de milicianos cooperantes.  
Velásquez lideró a la Columna Móvil Teófilo Forero junto a su lugarteniente y jefe de finanzas alias 'James Patamala', en conjunto con otros estrategas militares de las FARC-EP como Urías Cuéllar y Marco Aurelio Buendía, ordenando tomas guerrilleras en el sur del país, como parte de la campaña de Despedida al Gobierno Samper, de las que hicieron parte la toma de la Base de Comunicaciones del Ejercito Nacional en el Cerro de Patascoy (entre Nariño y Putumayo), el Ataque al Batallón de Contraguerrillas No. 5 Guanes en la quebrada El Billar (Caquetá), el Asalto a la base antinarcóticos de Miraflores (Guaviare) y la Toma de Mitú (Vaupés) , los cuales dejaron numerosos militares y policías muertos y y centenares de prisioneros de guerra. El gobierno de Colombia lo ha responsabilizado de numerosos asesinatos, atentados y secuestros contra personalidades públicas y civiles; como el asesinato de Diego Turbay Cote y su familia, el secuestro de los 12 diputados del Valle del Cauca (resultando asesinados 11), el secuestro de Gloria Polanco y sus hijos en el asalto al Edificio Miraflores de Neiva sumado el asesinato de su esposo Jaime Lozada. El secuestro del avión de la aerolínea Aires para secuestrar a Jorge Eduardo Gechem, varios Atentados contra Álvaro Uribe Vélez, entonces presidente de Colombia que incluyeron un atentado en Barranquilla y otro en Neiva.
En Bogotá, Velásquez ordenó el Atentado al Club El Nogal dejando 36 muertos, más de 200 heridos y daños materiales. A la Columna Móvil Teófilo Forero bajo su mando también se le atribuyó el secuestro de contratistas estadounidenses en Colombia (liberados luego en la Operación Jaque), el atentado en Zona Rosa de Bogotá (2003), ordenar la Masacre de Concejales de Puerto Rico (Caquetá), la Masacre de Concejales de Rivera (Huila)) y el asesinato de varios concejales como el de Rafael Bustos. Fue el autor intelectual del asesinato de Liliana Gaviria, hermana del expresidente de Colombia César Gaviria, el secuestro y asesinato del gobernador de Caquetá, Luis Francisco Cuéllar, y el secuestro del concejal de Garzón (Huila) José Armando Acuña.

#### Operativo Escorpión: En busca del 'Paisa'.
El 4 de julio de 2009, el entonces presidente Álvaro Uribe Vélez en medio de sus palabras al finalizar el Consejo de Seguridad celebrado en Garzón, Huila, informó  que existía una recompensa por alias 'El Paisa' a quien se refirió llamándolo bandido, el valor de la recompensa: 1.750 Millones de Pesos Colombianos, aproximadamente $850.000.00 Dólares Americanos en ese entonces. Finalizando el 2009 las operaciones para capturar o dar de baja al 'Paisa' se intensifican y se le da captura a alias 'El Frijolito' y de baja a alias 'Genaro'. Ambos hombres de confianza de 'El Paisa' y cabecillas de la Columna Móvil Teófilo Forero.
El 4 de febrero de 2010, la compañera sentimental de 'El Paisa'; Marly Yurley Capera Quesada, alias 'La Mona' murió en combates con la Policía Nacional, en una operación en Puerto Rico (Caquetá), donde también murieron 12 guerrilleros miembros de la Columna Móvil Teófilo Forero. El 25 de enero de 2011 la Policía Nacional confirmó tras un operativo (internamente conocido como 'Escorpión') realizado en conjunto con el Ejército Nacional, que llevaba en el momento más de tres años trabajando con un grupo de inteligencia formado con el objetivo de capturar a 'El Paisa'. En el Operativo Escorpión la Fuerza Pública logró desmantelar dos campamentos conformados por aproximadamente 30 personas que pertenecían al anillo de seguridad dirigido por alias 'Diván' en el cual se dedicaban a brindar seguridad a los líderes de la Columna móvil Teófilo Forero, entre ellos su líder y cabecilla 'El Paisa'. En el operativo la Policía Nacional pudo recolectar material que probaba la conexión del 'Paisa' con el secuestro de varios concejales del Huila y otros operativos realizados por la Columna Móvil Teófilo Forero. También se lograron encontrar con un vídeo en el que se veía como en el campamento se estaban probando morteros artesanales.
El comandante de la Quinta División del Ejército Nacional, General Juan Pablo Rodríguez afirmó en una declaración que dio a la prensa que se disponía de alrededor un total de 2.000 uniformados, entre ellos francotiradores de alta precisión y especialistas en manejo de explosivos, asalto aéreo y búsqueda y rescate, con el objetivo de poder capturar al 'Paisa' quien contaba en ese entonces con un grupo de alrededor 200 personas que conformaban su frente.

#### Fuerza de Tarea Júpiter: Nuevo operativo contra 'El Paisa'
A principios de noviembre de 2013, el entonces Ministro de Defensa, Juan Carlos Pinzón, comunicó un nuevo operativo desarrollado por la Fuerza de Tarea Júpiter para poder dar con 'El Paisa' y darle captura. Este operativo contaba con la participación de unos 12.000 uniformados. Debido a esto a los pocos días se dio una noticia en la que se había efectuado un bombardeo a los campamentos de la cúpula de la Teófilo Forero, y se dijo también que las autoridades hallaron varios computadores en los que podían ver los planes para realizar diferentes atentados a políticos, se llegó a especular que 'El Paisa' podía encontrarse en el campamento en el momento del bombardeo, el Ministro de Defensa había señalado al 'Paisa' como el mayor responsable en la elaboración de un atentado planeado contra el expresidente Álvaro Uribe Vélez.
 

El comandante de la Fuerza de Tarea Júpiter, el general Emiro Barrios, desmintió dicho bombardeo al campamento del 'Paisa':
"Se trata de una especulación, hace mucho no tenemos combates directos con esta estructura y no sabemos de dónde salió la información de que había un computador y una lista de parlamentarios" General Emiro Barrios.

### Participación en el proceso de paz
En marzo de 2014 el expresidente Álvaro Uribe Vélez denunció ante la opinión pública que el gobierno planeaba incorporar a Hernán Darío Velásquez El Paisa, a los diálogos para realizar un acuerdo de paz entre la guerrilla de las FARC-EP y el gobierno del presidente en ejercicio Juan Manuel Santos. A los pocos días Pablo Catatumbo, uno de los negociadores de las FARC-EP, negó que se estuviera buscando llevar a El Paisa a la mesa negociaciones en La Habana para librarlo del cerco militar en el que se encontraba. Finalmente, en abril de 2016 se dio a conocer la noticia que Hernán Darío Velásquez El Paisa, se incorporaba a la mesa de negociación después de haber sido solicitado por el grupo de negociadores en diferentes ocasiones en el pasado. Esta incorporación a la mesa de negociaciones de Velásquez se habría dado con la autorización del gobierno colombiano y, además, este mismo habría facilitado su salida del país.

### Militancia en las Disidencias de las FARC-EP
El 29 de agosto de 2019 apareció en un vídeo, junto a otros exjefes guerrilleros, anunciando el regreso a la lucha armada y denunciando presuntos incumplimientos de los acuerdos de paz. Formando el grupo de disidencias de las FARC-EP Segunda Marquetalia bajo el mando de Iván Márquez.

## Muerte
El 5 de diciembre de 2021, al parecer, fue abatido en una emboscada en el Estado Apure en Venezuela, cerca de la frontera con Colombia, presuntamente por hombres al mando de alias Gentil Duarte, con quiénes estarían disputando los territorios fronterizos para la producción y el transporte de cocaína y de contrabando. Su muerte fue confirmada por medios de comunicación de Colombia y Venezuela, que mencionan fuentes oficiales del gobierno de Venezuela, pero no ha sido confirmada aún por parte del gobierno colombiano, por lo cual no se conocen muchos detalles de su muerte. Sin embargo, inteligencia militar colombiana da por hecho la muerte de alias El Paisa así como la de Romaña, integrantes de la disidencia Segunda Marquetalia igual que El Paisa, debido a los fuertes enfrentamientos entre grupos disidentes de las FARC-EP en la frontera colombo-venezolana.

## Condenas
Velásquez fue condenado a 40 años de prisión por el atentado terrorista contra el Club El Nogal en Bogotá, que ocurrió el 7 de febrero de 2003. Las pruebas aportadas por un fiscal antiterrorismo demostraron la responsabilidad de Velásquez en los delitos de "terrorismo en concurso heterogéneo con homicidio agravado" y "fabricación, tráfico y porte de armas de fuego o municiones".
Se enfrentaba a 10 condenas por homicidio y 27 por secuestro. Tenía circular roja de la Interpol y se ofrecía una recompensa de 3.000 millones de pesos a quien diera información para su captura.